# Charles II de Martigny
Charles II de Martigny  est un prélat français du XVIe siècle. Il succède à son frère ou cousin Pierre de Martigny en 1528 comme évêque de Castres,,. Nommé par François 1er, il siège pendant deux ans.